# Wolfgang Clement
Wolfgang Clement (ur. 7 lipca 1940 w Bochum, zm. 27 września 2020 w Bonn) – niemiecki polityk, prawnik i dziennikarz, działacz Socjaldemokratycznej Partii Niemiec (SPD), w latach 1998–2002 premier Nadrenii Północnej-Westfalii, od 2002 do 2005 minister gospodarki i pracy.

## Życiorys
Po maturze z 1960 studiował do 1965 prawo na Westfalskim Uniwersytecie Wilhelma w Münsterze. Zdał państwowy egzamin prawniczy I stopnia, po czym do 1967 był referendarzem w sądzie w Hamm. Pracował krótko jako asystent na Uniwersytecie w Marburgu, przeszedł jednak do pracy w redakcji dziennika „Westfälische Rundschau”, w którym praktykował w czasach studenckich. W 1969 został kierownikiem działu politycznego, a od 1973 do 1981 pełnił funkcję zastępcy redaktora naczelnego tej gazety.
W 1970 wstąpił do Socjaldemokratycznej Partii Niemiec. W 1981 został etatowym działaczem partii jako rzecznik prasowy zarządu federalnego w Bonn (do 1986). Powrócił do pracy dziennikarskiej, pełniąc w latach 1987–1988 funkcję redaktora naczelnego dziennika „Hamburger Morgenpost”. W 1989 premier Nadrenii Północnej-Westfalii Johannes Rau powierzył mu funkcję dyrektora swojej kancelarii. W 1990 Wolfgang Clement został awansowany w ramach regionalnego rządu do funkcji ministra do zadań specjalnych. W latach 1993–2002 sprawował mandat posła do landtagu. Po wyborach regionalnych w 1995 stanął na czele regionalnego resortu gospodarki, małej i średniej przedsiębiorczości, technologii i transportu. Od 1996 był wiceprzewodniczącym krajowych struktur SPD, a w 1999 został wiceprzewodniczącym partii na szczeblu federalnym.
W maju 1998 został nowym premierem Nadrenii Północnej-Westfalii (po rezygnacji, którą złożył Johannes Rau). Stanowisko to zajmował do października 2002, kiedy to objął urząd ministra gospodarki i pracy w drugim rządzie Gerharda Schrödera. Funkcję ministra pełnił do listopada 2005. W listopadzie 2008 zrezygnował z członkostwa w SPD.

## Odznaczenia
- Order Zasługi Nadrenii Północnej-Westfalii (z urzędu, 1998)